# Brentwood (Kalifornia)

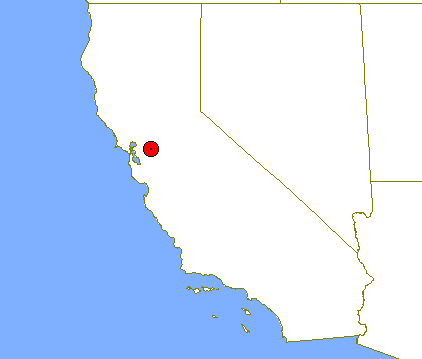
Położenie Brentwood na mapie Kalofornii

Brentwood – miasto w stanie Kalifornia, w Stanach Zjednoczonych Ameryki. Jest położone w hrabstwie Contra Costa. W 2022 roku liczyło 66 127 mieszkańców.
W centrum miasta znajdują się biura, restauracje, kino, sklepy, a także szkoła i biblioteka. W ciągu ostatnich lat na obrzeżach powstało duże centrum handlowe. Pomimo wzrostu liczby domków jednorodzinnych Brentwood jest wciąż ważnym ośrodkiem rolniczym, uprawia się tu głównie czereśnie, kukurydzę i brzoskwinie. 
Poza tymi obszarami Brentwood ma przede wszystkim charakter mieszkalny. Znajduje się tu również dużo pól golfowych.